# Keram Malicki-Sánchez
Keram Malicki-Sánchez (ur. 14 maja 1974 r. w Toronto) – kanadyjski aktor, wokalista, kompozytor, producent muzyczny.

## Biogram
Urodzony w Toronto w prowincji Ontario, jako syn Polaka i Ekwadorki. Posługuje się biegle czterema językami: angielskim, polskim, francuskim i hiszpańskim. Studiował w Michael's Choir School w rodzimym Toronto.
W połowie lat osiemdziesiątych rozpoczął karierę aktorską, dziś znany jest z ról w filmach Krew niewinnych (Cherry Falls, 2000), Więzień nienawiści (American History X, 1998), Punisher: Strefa wojny (Punisher: War Zone, 2008) oraz Piękna i szalona (Crazy/Beautiful, 2001). Alternatywnie udziela się w branży muzycznej, z którą związany jest od wczesnych lat młodzieńczych.
Mieszka w Los Angeles w Kalifornii (USA).